# Eunika (postać biblijna)

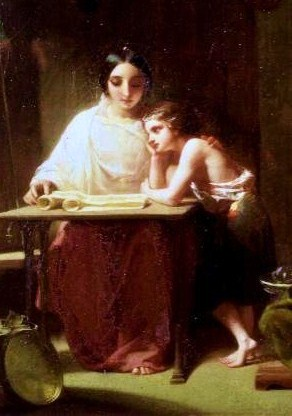

Eunika (Eunice) – nowotestamentowa postać biblijna, Żydówka, córka Lois, żona nieznanego z imienia Greka i matka Tymoteusza. Wymieniana jest w Dziejach Apostolskich (16:1) i w 2. Liście do Tymoteusza (1:5 i 3:14).
Była osobą głęboko wierzącą i wiedzę religijną, wraz z Lois, od dziecka wpajała Tymoteuszowi, w związku z czym posiadł on nieobłudną wiarę. Wspólnie studiowali księgi Starego Testamentu. Działania Euniki były o tyle utrudnione, że jej mąż był osobą niewierzącą. Tymoteusz zapewne niejednokrotnie obserwował swoją matkę podczas modlitw, także w trudnych sytuacjach, gdy nigdy nie uskarżała się i nie narzekała. Dzięki temu w późniejszym życiu Tymoteusz został bliskim współpracownikiem Świętego Pawła. Apostoł ten wskazał Tymoteuszowi, że kobiety nie mogą nauczać ludu, jak również mu przewodzić, natomiast winny sprawować służbę macierzyństwa (1. List do Tymoteusza, 2:12–15). Paweł nakreślił zatem macierzyństwo jako służbę, do której Bóg powołuje wyłącznie kobiety. Ich zadaniem jest bycie bogobojnymi matkami dla swojego potomstwa.
Eunika pochodziła ze zasymilowanej rodziny żydowskiej, a rodzice dali jej imię, jakie nosiły dziewczęta nieżydowskie. Bardzo prawdopodobne, że wraz z rodziną nie przestrzegała skrupulatnie zapisów Tory. Przemawia za tym fakt, że Tymoteusz nie był obrzezany (decydujący głos w tej kwestii mógł też należeć do jej męża, który jako Grek nie dopuścił do poddania chłopca okaleczeniu, ponieważ tak Grecy postrzegali obrzezanie).